# Ouled Driss
Ouled Driss là một đô thị thuộc tỉnh Souk Ahras, Algérie. Dân số thời điểm năm 2002 là 11.896 người.